# 호베르트 다 시우바 아우메이다
호베르트 다 시우바 아우메이다 (1971년 4월 3일 ~ )는 브라질의 전 축구 선수이다.

## 통계
| 브라질 | 브라질 | 브라질 |
| 연도   | 출전   | 골     |
| ------ | ------ | ------ |
| 2001   | 3      | 0      |
| 합계   | 3      | 0      |